# Comuna Vesneanka, Starokosteantîniv
Vesneanka (în ucraineană Веснянка) este o comună în raionul Starokosteantîniv, regiunea Hmelnîțkîi, Ucraina, formată din satele Karaiimivka, Lanok și Vesneanka (reședința).

## Demografie
Componența lingvistică a comunei Vesneanka
     Ucraineană (98,19%)
     Rusă (1,71%)
     Alte limbi (0,1%)
Conform recensământului din 2001, majoritatea populației comunei Vesneanka era vorbitoare de ucraineană (98,19%), existând în minoritate și vorbitori de rusă (1,71%).